# 竜文光
竜 文光（りゅう ぶんこう、龍文光、龙文光）は、中華民国空軍及び紅軍の軍人。本名は彭文光。

## 経歴
1903年、四川省崇慶県廖家郷（現：崇州市）の家庭で生まれる。2歳の時、叔父の竜作霖の養子となったため竜姓になった。白馬郷天民寺小学校、成都連合中学校、浙江工業学院、北京朝陽大学を経て、1924年、黄埔軍官学校第3期歩兵科に入学。1925年10月、広東航空学校第2期に転入し、1926年12月に卒業。
1927年1月、広東航空処によってソ連の航空学校に留学。同年11月に卒業して1928年2月に帰国。帰国後は広東空軍に務めるが、同じく四川省出身の航空先駆者であった蔣逵の影響で南京政府に合流した。
1929年5月1日、南京国民政府航空司令部が設立されると、航空第1隊（隊長：高在田）飛行員。同年6月、中央陸軍軍官学校航空班飛行教官。後に航空第4隊飛行員となる。
1930年3月16日、V-65Cコルセアで漢口から河南開封地区に飛び、通信袋を投下する任務に就いたが、帰還中に濃霧に遭い、燃料が尽きて紅軍第1師第3団第2営に投降し捕虜となった。後に紅軍に参加し、鄂豫皖辺区紅軍司令部参謀となり、龍赤光に改名。乗機はレーニン号（列寧號、列宁号）と名付けられた。
1931年9月3日、河南省固始、潢川一帯を偵察飛行。同年12月23日、黄安上空で爆弾や宣伝品を投下した。
1932年6月、第4次反囲剿作戦の失敗によってレーニン号は大別山に隠され、龍は漢口に潜伏した。漢口に居た家族の元に帰ったが、1932年9月10日に国民党の特務工作員に捕まり、投獄される。死刑を宣告されるが、広東航空学校で同期の毛邦初と張廷孟、上司だった張有谷などが赦免を要請したため、一度は処刑は免れた。しかし1933年8月、乗機も帯同して紅軍に投降した罪により、結局武昌で銃殺された。

## 参考
- 马毓福編著 (1994). 1908-1949中国军事航空. 航空工业出版社